# Campionat britànic de trial 2002
La temporada de 2002 del Campionat britànic de trial fou la 52a edició d'aquest campionat, organitzat per l'ACU. El calendari oficial constava de 6 proves puntuables.

## Classificació final
| Posició | Pilot              | Motocicleta | Punts |
| ------- | ------------------ | ----------- | ----- |
| 1       | Dougie Lampkin     | Montesa     | 114   |
| 2       | Graham Jarvis      | Sherco      | 108   |
| 3       | Sam Connor         | Gas Gas     | 75    |
| 4       | Michael Phillipson | Beta        | 70    |
| 5       | Shaun Morris       | Gas Gas     | 62    |
| 6       | Ben Hemingway      | Beta        | 59    |
| 7       | Martin Crosswaite  | Scorpa      | 48    |
| 8       | Dan Thorpe         | Gas Gas     | 48    |
| 9       | Henry Moorhouse    | Gas Gas     | 37    |
| 10      | Ian Austermuhle    | Beta        | 31    |